# Conus brianhayesi
Espèce
Conus brianhayesi est une espèce de mollusques gastéropodes marins de la famille des Conidae.
Comme toutes les espèces du genre Conus, ces escargots sont prédateurs et venimeux. Ils sont capables de « piquer » les humains et doivent donc être manipulés avec précaution, voire pas du tout.

## Description
La taille de la coquille varie entre 17 mm et 25 mm.

## Distribution
Cette espèce marine est présente au nord du Transkei, en Afrique du Sud.

### Niveau de risque d’extinction de l’espèce
Selon l'analyse de l'UICN réalisée en 2011 pour la définition du niveau de risque d'extinction, cette espèce récemment décrite est endémique à l'Afrique du Sud et se trouve entre Coffee Bay et Margate. Quelques spécimens ont également été trouvés au sud jusqu'à East-London et au nord jusqu'à Kelso. Cette espèce se trouve en eaux profondes, dans une zone relativement restreinte, mais sa petite taille l'empêche d'être draguée, et il existe des zones protégées dans son aire de répartition qui sont encore très naturelles. Cette espèce est considérée comme étant de préoccupation mineure.

## Taxonomie

### Publication originale
L'espèce Conus brianhayesi a été décrite pour la première fois en 2001 par le malacologiste allemand Werner Korn.

### Synonymes
- Conasprella brianhayesi (Korn, 2001) · non accepté
- Conus (Sciteconus) brianhayesi Korn, 2001 · appellation alternative
- Conus hayesi Korn, 2000 · non accepté
- Sciteconus brianhayesi (Korn, 2001) · non accepté